# Nandi (stier)

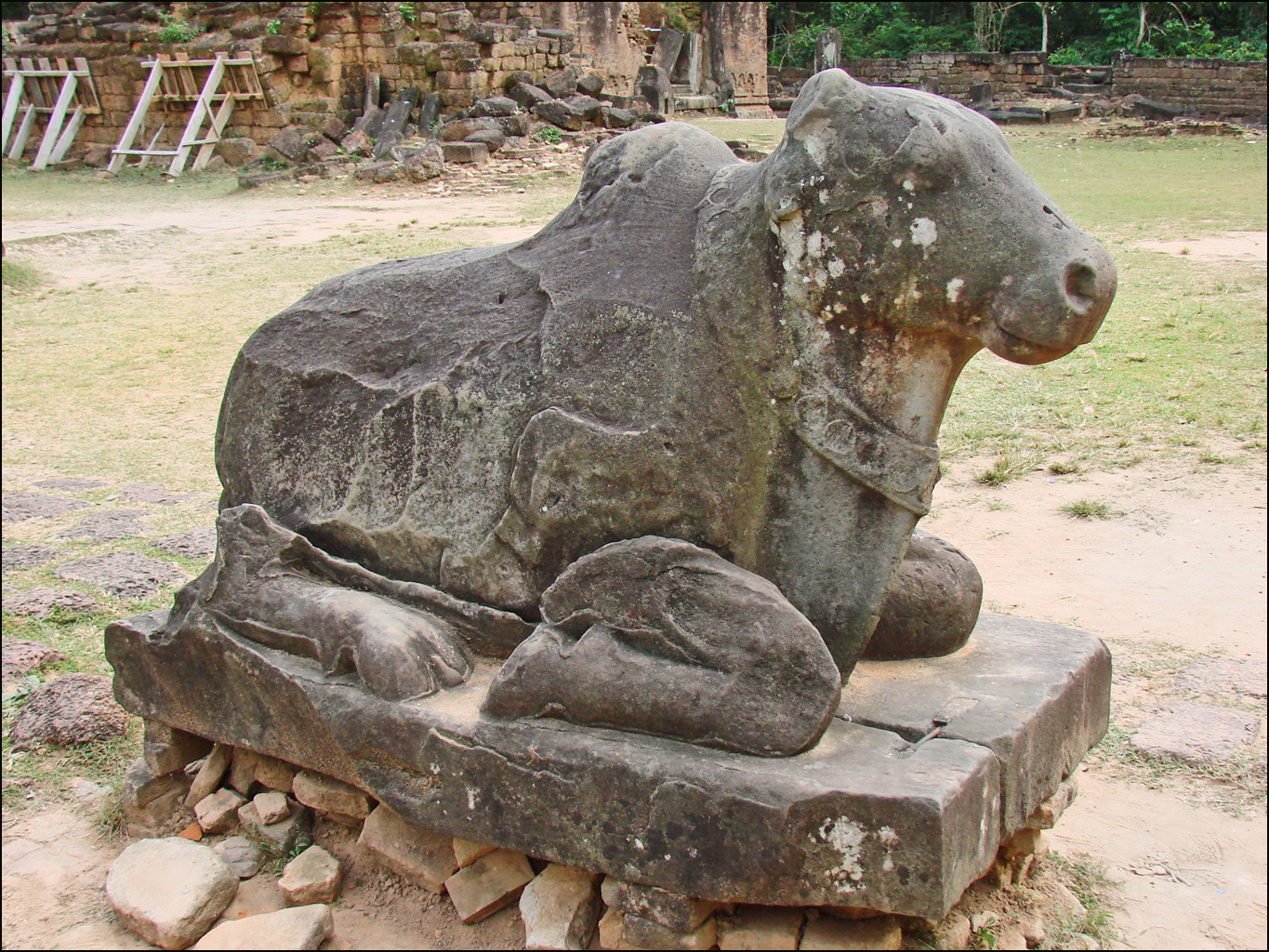
Shiva’s stier Nandi

Nandi is het rijdier van de god Shiva in het hindoeïsme. Vaak werd Nandi uitgebeeld als een stier. In een tempelcomplex, gewijd aan Shiva, staat altijd een beeld van Nandi.